# Consonne occlusive vélaire sourde
La consonne occlusive vélaire sourde est un son très fréquent dans de nombreuses langues parlées. Son symbole dans l’alphabet phonétique international est [k], c'est-à-dire un K minuscule.
Selon les langues, il peut être simple [k], aspiré [kʰ], palatalisé [kʲ], labialisé [kʷ], sonore [k̬], éjectif [kʼ], prénasalisé [ᵑk], etc.

## Caractéristiques
Voici les caractéristiques de la consonne occlusive vélaire sourde :
- Son mode d'articulation est occlusif, ce qui signifie qu'elle est produite en obstruant l’air du chenal vocal.
- Son point d'articulation est vélaire, ce qui signifie qu'elle est articulée avec la partie antérieure de la langue (le dorsum) contre le palais mou (ou velum).
- Sa phonation est sourde, ce qui signifie qu'elle est produite sans la vibration des cordes vocales.
- C'est une consonne orale, ce qui signifie que l'air ne s’échappe que par la bouche.
- C'est une consonne centrale, ce qui signifie qu’elle est produite en laissant l'air passer au-dessus du milieu de la langue, plutôt que par les côtés.
- Son mécanisme de courant d'air est égressif pulmonaire, ce qui signifie qu'elle est articulée en poussant l'air par les poumons et à travers le chenal vocal, plutôt que par la glotte ou la bouche.

## En français
Le français possède le [k] et le transcrit qu, k et c devant toutes les voyelles sauf les voyelles antérieures.

## Autres langues
En allemand et en anglais, le [k] simple et le [kʰ] aspiré sont allophones.
L'italien possède le [k], comme dans les mots cavolo et acuto.
En géorgien, le [k] peut se réaliser éjectif ([kʼ], écrit კ) et aspiré ([kʰ], écrit ქ). Il s'agit de phonèmes distincts.
L'alphabet africain de référence distingue ces deux graphèmes : le ‹k›, prononcé /k/, et le k crocheté ‹ƙ› pour écrire l'occlusive dorso-vélaire sourde éjective /kʼ/, employée par exemple en haoussa.